# Herrensitz Tanzenhaid
Der Herrensitz Tanzenhaid ist ein ehemaliger Herrensitz in Tanzenhaid, einem Gemeindeteil des Marktes Emskirchen im Landkreis Neustadt an der Aisch-Bad Windsheim (Mittelfranken, Bayern).

## Geschichte
Der Ort wurde um 1136 als „Tancenhoge“ erstmals schriftlich erwähnt. Am 24. Mai 1753 kam der Ort in den Besitz der Grafen von Pückler und Limpurg.
Gegen Ende des 18. Jahrhunderts gab es in Tanzenhaid 8 Anwesen. Das Hochgericht und die Dorf- und Gemeindeherrschaft übte die Herrschaft Brunn aus. Im Geographischen statistisch-topographischen Lexikon von Franken (1799) wird der Ort folgendermaßen beschrieben:

„Danzenheid, oder vielmehr Kellerhof, Dörfchen im Bambergischen Amte Herzogenaurach. Danzenhaydt ist ein Reichslehen des Hrn. Grafen von Pückler, mit einem Schlosse, 3 Stunden von Neustadt an der Aisch. Zu dem dort stehenden Kellerhause gehört ein ganzes Feld-Lehen dem Hochstifte Bamberg mit Steuer, Lehenschaft etc. etc. gleich einem andern Baurenguth zugethan; und wird per portatorem verliehen.“

Der Herrensitz selbst wurde 1812 abgerissen. Für die freiwillige Gerichtsbarkeit und die Polizei war bis 1833 das Patrimonialgericht, von 1833 bis 1848 das Pflegamt Brunn der Grafen von Pückler und Limpurg zuständig.

## Baubeschreibung
Erhalten sind Hofhaus und Forsthaus des ehemaligen Herrensitzes. Sie sind in der Liste der Baudenkmäler in Emskirchen aufgeführt:
- Haus Nr. 3: Hofhaus eines ehemaligen Herrensitzes
- Haus Nr. 8: Forsthaus